# Dead Bang
Pour plus de détails, voir Fiche technique et Distribution.
Dead Bang est un film américain réalisé par John Frankenheimer et sorti en 1989.

## Synopsis
Jerry Beck est un inspecteur de la brigade criminelle du Los Angeles Sheriff Department. Il est dans une mauvaise passe : il s'est séparé de sa femme et est criblé de dettes. Il sombre peu à peu dans la dépression et l'alcoolisme. Il doit malgré tout enquêter sur le meurtre d'un collègue, assassiné en pleine rue. Il va très vite soupçonner Bobby Burns, membre d'un groupe de suprémacistes blancs. Jerry va le traquer de Los Angeles jusqu'en Arizona.

## Fiche technique
Sauf indication contraire, les informations mentionnées dans cette section peuvent être confirmées par la base de données cinématographiques IMDb,  présente dans la section « Liens externes ».
- Titre original et français : Dead Bang
- Réalisation : John Frankenheimer
- Scénario : Robert Foster
- Musique : Gary Chang
- Photographie : Gerry Fisher
- Montage : Robert F. Shugrue
- Production : Stephen J. Roth
- Société de production : Lorimar Film Entertainment
- Société de distribution : Warner Bros. (États-Unis)
- Pays d'origine :  États-Unis
- Langue originale : anglais
- Format : Couleur - Dolby - 35 mm - 1.85:1
- Genre : policier
- Durée : 98 minutes
- Date de sortie : 
  - États-Unis : 24 mars 1989

## Distribution
- Don Johnson (VF : Patrick Poivey) : Jerry Beck
- William Forsythe (VF : Marc de Georgi) : Arthur Kressler
- Penelope Ann Miller (VF : Séverine Morisot) : Linda
- Frank Military (VF : Hervé Jolly) : Bobby Burns
- Tate Donovan (VF : Éric Baugin) : John Burns
- Michael Higgins (VF : Roland Ménard) : le révérend Gebhardt
- Bob Balaban (VF : Hubert Drac) : Webley
- Tim Reid (VF : Mostéfa Stiti) : le chef Dixon
- Hy Anzell (VF : Raoul Delfosse) : le capitaine Waxman
- Brad Sullivan (VF : Jean Barney) : le chef Hillard
- William Traylor : le chef Elton Tremmel
- Michael Jeter : Dr Krantz
- Sam Scarber (VF : Med Hondo) : l'inspecteur Bilson
- Tiger Haynes (VF : Robert Liensol) : Edwin Gates

## Production
Le film s'inspire en partie du véritable Jerry Beck, policier du Los Angeles Sheriff Department depuis près de 30 ans au moment du film. Il était également apparu à cette époque dans le reality show COPS.
Don Johnson décroche ici l'un de ses premiers grands rôle en tête d'affiche d'un film. Il était à cette époque très pris par le tournage de la série télévisée Deux Flics à Miami. C'est d'ailleurs grâce à une grève de la Writers Guild of America en 1988, qui paralyse le tournage de la cinquième saison de la série, qu'il est disponible pour ce film.
Connie Sellecca est initialement engagée pour incarner Linda Kimble. Cependant, Don Johnson refuse de travailler avec elle, pour des raisons non précisées. Elle sera remplacée par Penelope Miller.
Il s'agit de la dernière apparition de William Traylor, décédé en septembre 1989.
Le tournage a lieu principalement en Alberta au Canada, pour des raisons budgétaires, notamment à Calgary, Drumheller et High River. Quelques plans sont cependant tournés à Los Angeles.